# Early Years Collection
「Early Years Collection」（アーリーイヤーズコレクション）は、田村ゆかりのコレクションアルバム。2015年9月2日、ユニバーサルミュージックより発売。

## 解説
過去にポリグラム（現・ユニバーサルミュージック）から発売された田村ゆかり名義曲およびキャラクターソングが収録されており、本アルバムのためにデジタルリマスターがなされている。初回限定盤はスリーブケース仕様。

## 収録曲
1. 勇気をください
  - 作詞：森由里子／作曲：羽田健太郎／編曲：松尾早人
  - ラジオドラマ『マクロス・ジェネレーション』挿入歌
2. 未来のDIARY（シングル「勇気をください」カップリング曲）
  - 作詞：森由里子／作曲：羽田健太郎／編曲：坂本洋
  - ラジオドラマ『マクロス・ジェネレーション』挿入歌
3. 輝きの季節
  - 作詞：三枝翔／作曲・編曲：山口一久
  - テレビ東京系『渋谷でチュッ!』オープニングテーマ
4. スーパーヘルパー（シングル「輝きの季節」カップリング曲）
  - 作詞：三枝翔／作曲・編曲：山口一久
  - テレビ東京系『'97全仏オープンテニス』ハイライトイメージソング
5. HAPPY BIRTHDAY（ミニアルバム「WHAT'S NEW PUSSYCAT?」収録曲）
  - 作詞：三枝翔／作曲・編曲：山口一久
6. love me do（ミニアルバム「WHAT'S NEW PUSSYCAT?」収録曲）
  - 作詞：三枝翔／作曲・編曲：山口一久
7. Sparkle with delight（ミニアルバム「WHAT'S NEW PUSSYCAT?」収録曲）
  - 作詞：三枝翔／作曲・編曲：山口一久
8. マーメイド（ミニアルバム「[WHAT'S NEW PUSSYCAT?」収録曲）
  - 作詞：三枝翔／作曲・編曲：山口一久
9. かぜのパニポニ
  - 歌：ラーコ（田村ゆかり）
  - 作詞：あらいくまこ／作曲・編曲：中村暢之
  - NHK教育テレビ『パニポニ』エンディングテーマ
10. ふたり
  - 作詞：有森聡美／作曲・編曲：大野克夫
  - テレビアニメ『ふたり暮らし』イメージソング
11. 恋は魔法
  - 作詞：有森聡美／作曲・編曲：大野克夫
  - テレビアニメ『ふたり暮らし』イメージソング
12. REBIRTH 〜女神転生〜
  - 作詞：三枝翔／作曲・編曲：山口一久
  - テレビアニメ『デビルマンレディー』第1話-第17話、第25話・第26話エンディングテーマ
13. DAYDREAM（シングル「REBIRTH 〜女神転生〜」カップリング曲）
  - 作詞：三枝翔／作曲・編曲：山口一久
14. REBIRTH 〜静寂からの余想〜（シングル「REBIRTH 〜女神転生〜」カップリング曲）
  - 作詞：三枝翔／作曲・編曲：山口一久
15. きっと言える
  - 作詞：三枝翔／作曲・編曲：山口一久
  - OVA『青山剛昌短編集』エンディングテーマ
16. Love Countdown（シングル「きっと言える」カップリング曲）
  - 作詞：三枝翔／作曲・編曲：山口一久